# Roman Jaroszyński
Roman Jaroszyński ps. „Roman”  (ur. 7 października 1915 w Bychawie, zm. 24 maja 1946) – plutonowy, żołnierz AK.

## Okres przedwojenny
Syn Piotra i Heleny z Adamczyków. Mieszkał w Lublinie. W latach 1932–1939 służył w WP, jako zawodowy wojskowy w stopniu plutonowego. W okresie okupacji w AK.

## Okres powojenny
We wrześniu 1944 aresztowany przez NKWD i osadzony w Zamku Lubelskim, skąd zdołał zbiec. Od marca 1945 dowodził oddziałem leśnym PAS w Okręgu Lubelskim NSZ i NZW, Aresztowany w 1945 i sądzony w tzw. "procesie 23" (Okręgu Lubelskiego NSZ i NZW), oskarżony przez NKWD oraz MBP o udział w pacyfikacji ukraińskiej wsi Wierzchowiny 6 czerwca 1945. 19 marca 1946 Wojskowy Sąd Okręgowy w Warszawie pod przewodnictwem ppłk A. Janowskiego, nr sprawy W.1692/46 skazał go z 1 Dekr. wraz z sześcioma innymi oskarżonymi na karę śmierci. Stracony 24 maja 1946.
Dokładne miejsce jego pochówku jest nieznane. Grób symboliczny znajduje się na Cmentarzu Wojskowym w Warszawie w Kwaterze "na Łączce".